# Dogern (przystanek kolejowy)
Dogern – przystanek kolejowy w Dogern, w kraju związkowym Badenia-Wirtembergia, w Niemczech.

## Połączenia
Na przystanku zatrzymują się pociągi Regionalbahn.
Połączenia (stacje końcowe):
- Bazylea
- Lauchringen
- Singen (Hohentwiel)
- Waldshut-Tiengen

| Dogern                    |  |                            |
| Linia Hochrhein           |  |                            |
| Albbruckodległość: 3,2 km |  | Waldshut odległość: 4,3 km |